# Nicke Andersson
Anders Niklas (Nicke) Andersson, född 1 augusti 1972, är en svensk musiker, främst känd som gitarrist och sångare i rockgruppen The Hellacopters och sedan 2009 som gitarrist och sångare i Imperial State Electric.

## Biografi
Under början av 1990-talet var han trummis i dödsmetallbandet Entombed. 1994 startade han The Hellacopters som ett projekt med Backyard Babies gitarrist Dregen. 1997 slutade han i Entombed för att satsa helt på The Hellacopters. Han spelar även trummor i soulgruppen The Solution under namnet Nick Royale tillsammans med Scott Morgan (sång) samt trummor och gitarr i det svenska dödsmetallbandet Death Breath (bildat 2005). 2009 grundade han rockbandet Imperial State Electric. Han gjorde soundtrack för Viaplays originalserie om Roland Hassel 2017. I slutet av 2017 meddelades att han blivit medlem i Lucifer 

## Band
- Lucifer - trummor, bas, gitarr (2017- 2025)
- Robert Pehrsson's Humbucker – bas (2013– )[2]
- Alonzo & Fas 3 – gitarr  (2011– ? )
- Imperial State Electric – sång, gitarr (2009– )[3]
- Death Breath – trummor (2006– )[4]
- The Solution – trummor (2004– )[5]
- Stefan Sundström – sång, trummor (på albumet Hjärtats melodi)[6]
- The Hydromatics – trummor (1999–?)
- Supershit 666 – trummor (1998–1999)
- The Hellacopters – sång, gitarr (1994–2008, 2016-)
- Leadfoot – sång, gitarr (1992–1993)[7]
- Entombed – trummor (1989–1997)
- Nihilist – trummor (1987–1989)
- The Clint Eastwood Experience – gitarr (1987–1989)[8]
- Corrupt – ?[8]
- Shubniggurat – ?[8]
- Daemon – trummor (?–?)[8][9]
- Blasphemy – trummor (ca. 1986–1987)
- Brainwarp – trummor (ca. 1986–1987)[8]
- Sons of Satan – trummor (ca. 1986–1987)[10]
- Maximal Skandal – trummor (ca. 1985–1986)[11]
- Parodi – trummor (1985)[11]
- Brain Dead Bodies, The Breaking, Belsen Barnen – gitarr, trummor (ca. 1981–1984)[11]